# Labirinto di Meride

Il Labirinto di Meride, costruito in Egitto ad Hawara presso il lago di Meride nel Fayyum, è una costruzione labirintica parte integrante del tempio funerario di Amenemhet III (1842 a.C.-1797 a.C.), come cita Manetone:
ed è simile a quello di Cnosso.
L'area nella quale fu costruito, a sud della piramide di Amenenhat III, doveva aggirarsi intorno ai 70000 m² su questi furono edificate 3.000 stanze in due piani, uno dei quali sotterraneo, e dodici cortili. Sembra che il suo scopo principale fosse di tipo religioso.
Storici antichi hanno descritto il Labirinto, quali Diodoro Siculo, Strabone ed Erodoto, di cui purtroppo ci sono pervenuti solo pochi frammenti.
A Karanis, oggi Kôm Aushin, è stata rinvenuto un tempio dedicato a Petesuchos Pnepheros presunto architetto del Labirinto secondo Plinio.
Il Labirinto fu scoperto nel 1888 da Flinders Petrie che lo esplorò prima e durante il 1911 e dove rinvenne i nomi di Amenemhet III e della figlia  Sebeknofru. Nel complesso sono stati ritrovati frammenti di due colossali statue del sovrano assiso, delle quali però rimangono solo i piedistalli.
Queste enormi basamenti sono detti i Colossi di Biahmu, dal nome del sito e non devono essere confusi con i Colossi di Memnone.
Del Tempio funerario sono rimasti solo poche rovine e frammenti di colonne in granito,  essendo stato utilizzato come cava di pietra fin dal tempo dei Romani.  Inoltre, i suoi blocchi sono stati riutilizzati fin dal 1888 per le costruzioni del Fayyum. Scavi archeologici recenti stanno ricostruendo la complessa e complicata planimetria dell'edificio.

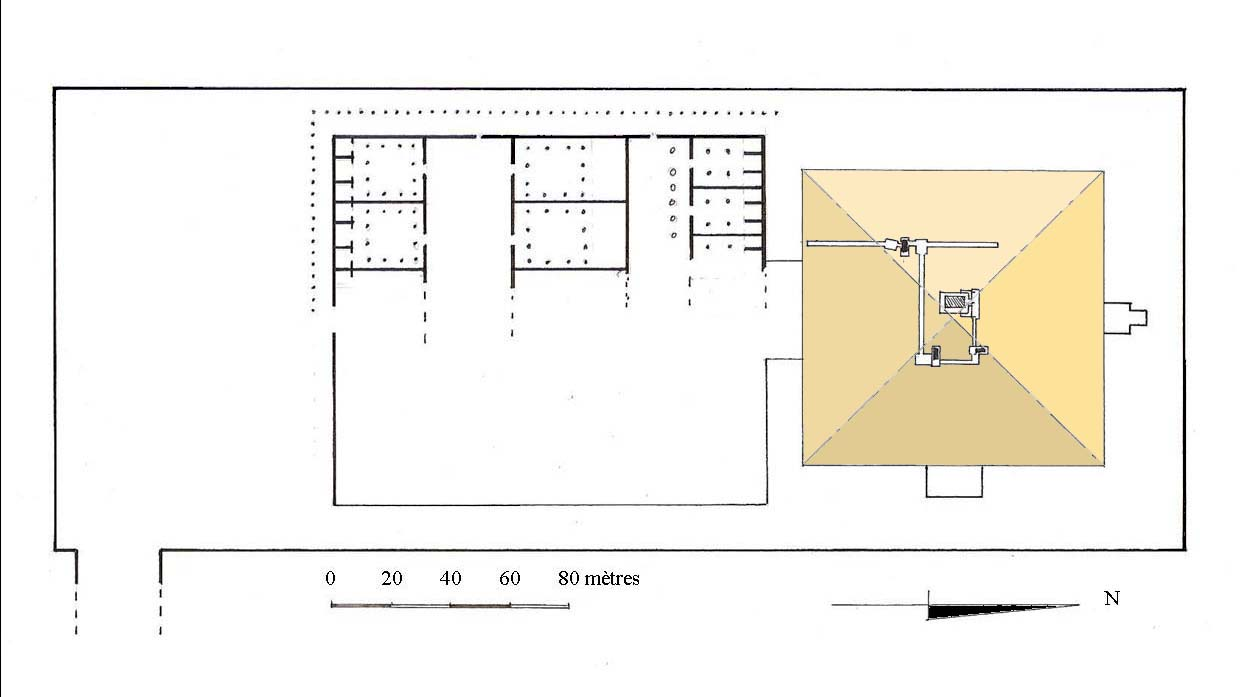
Pianta del labirinto e della piramide

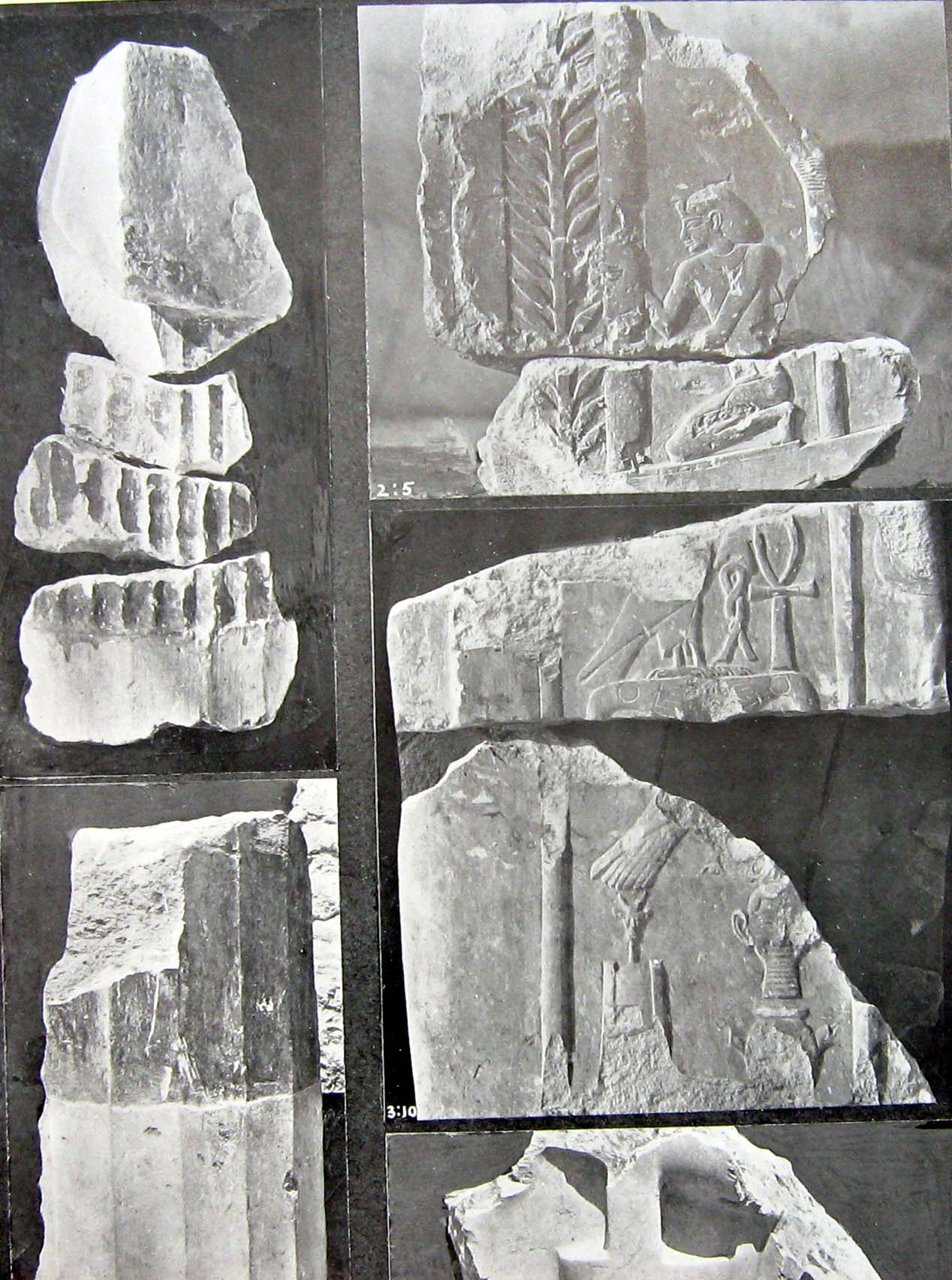
Vestigia del labirinto in una foto del 1912

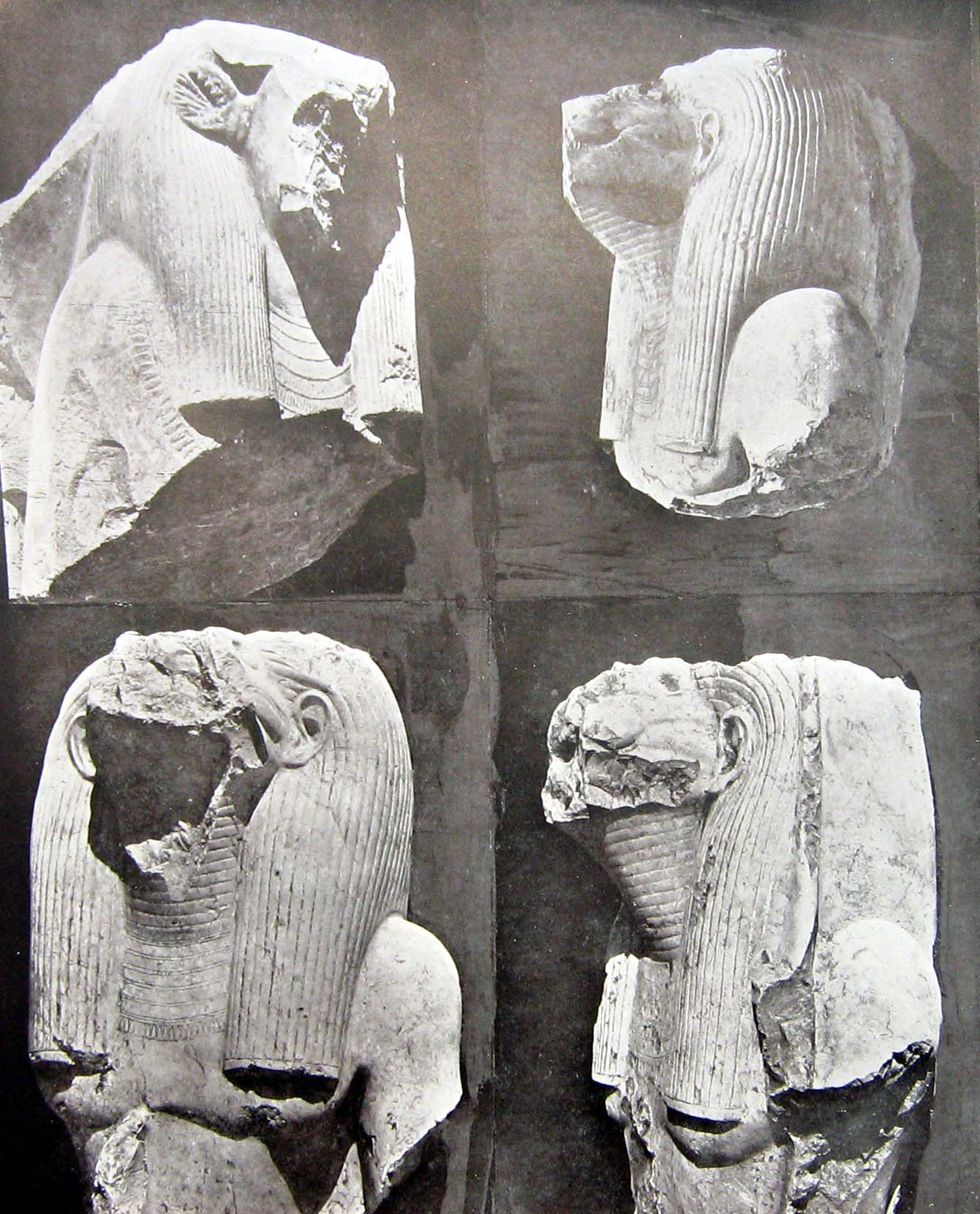
Vestigia del labirinto in una foto del 1912

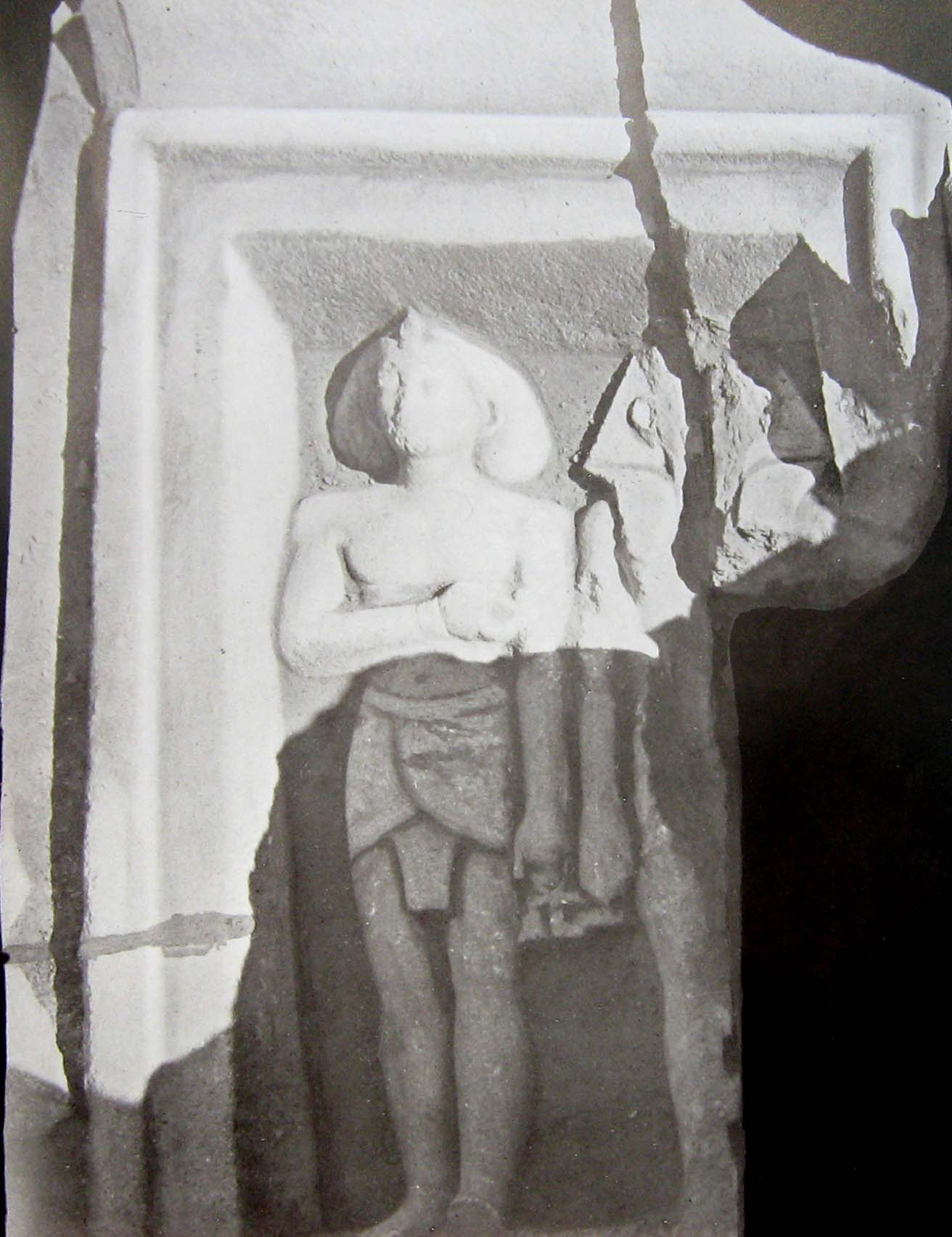
Vestigia del labirinto in una foto del 1912

## Descrizione di Erodoto
Divenne famoso per la seguente descrizione fattane da Erodoto:

## Descrizione di Strabone
Secondo Strabone:

## Descrizione di Plinio il Vecchio
Non è possibile descriverne nei dettagli la dislocazione e le parti: è suddiviso in regioni ed in prefetture, chiamate distretti (nomoi) di cui ventuno nomi sono riferiti ad altrettanti vasti edifici: inoltre contiene i templi di tutti gli dèi egiziani; ancora Nemesi ha eretto all'interno dei quaranta tempietti parecchie piramidi, ciascuna alta quaranta cubiti con un'area di sei arourai alla base. E quando si è già stanchi di camminare, che si arriva a quell'inestricabile andirivieni di percorsi; ci sono anzi anche sale conviviali cui si accede superando dei pendii, e poi si percorrono portici in discesa con novanta gradini. All'interno stanno colonne di porfido, statue di divinità e di re e figure di mostri. Alcuni edifici sono organizzati in modo tale che, quando si aprono le porte, all'interno si leva un boato terribile e quando li si attraversa la maggior parte del percorso si svolge nelle tenebre. Altre imponenti costruzioni si trovano all'esterno delle mura del labirinto: si chiamano pteron. Infine ci sono alloggi a cui si arriva attraverso cunicoli scavati nella terra. Gli unici rifacimenti, di poco conto, li fece Cheremone, un eunuco del re Nectebi, cinquant'anni prima di Alessandro Magno; secondo un'ulteriore notizia della tradizione, egli avrebbe fatto armature di sostegno con travi di spina bollita nell'olio, intanto che si collocavano blocchi di pietre squadrate per le volte.»